# Charity Engine
Charity Engine — бесплатное приложение для ПК, основанное на программном обеспечении BOINC Калифорнийского университета в Беркли, реализуемое под руководством The Worldwide Computer Company Limited. Проект работает по принципу продажи неиспользуемой вычислительной мощи домашних ПК волонтёров исследовательским высшим учебным заведениям и компаниям, с последующим распределением прибыли между восемью партнёрскими благотворительными организациями и периодическими выплатами работающим над вычислениями волонтёрам.
Если все задания для компаний выполнены, а новых пока нет, Charity Engine передаёт вычислительные мощности в дар существующим проектам таким как Rosetta@home, Einstein@Home и Malaria Control, и призовой фонд формируется за счёт частной и/или государственной благотворительности.
Компания была основана журналистом в отставке Маком МкАндрю. В процессе написания научно фантастического романа ему пришла мысль воплотить в жизнь свою идею об использовании распределённых вычислений через сеть домашних ПК, объединнённых в сеть через Интернет. Заручившись поддержкой профессора Дэвида П. Андерсона из Калифорнийского университета в Беркли, создателя BOINC. Компания была создана в 2008, но не выходила на рынок ценных бумаг до 2011.
Организация получила €70,000 в виде дотации фонда инноваций ЕС через Рамочные программы ЕС по развитию научных исследований и технологий (FP7).
В августе 2014 проект Rosetta@home сообщил, что Charity Engine привнесло более 125 000 новых ПК в их вычислительную сеть.
В январе 2017, Charity Engine была аккредитована как значимый вкладчик в решение проблем укладки белка в статье «Protein structure determination using metagenome sequence data» опубликованной журналом Science.
В сентябре 2019 команда под руководством Эндрю Букера Бристольского университета and Эндрю Сузерленда из Массачусетского института (MIT) использовало Charity Engine чтобы решить проблему суммы трёх кубов для числа 42.